# Нуклеозиды
Нуклеозиды — гликозиламины, содержащие азотистое основание, связанное с сахаром (рибозой или дезоксирибозой).
Нуклеозиды могут быть фосфорилированы киназами клетки по первичной спиртовой группе сахара, при этом образуются соответствующие нуклеотиды.